# 인디애나 주의회

인디애나 주의회(Indiana General Assembly)는 미국 인디애나주의 주 입법부이다. 하원인 인디애나주 하원과 상원인 인디애나주 상원으로 구성된 양원제 입법부이다. 총회는 매년 인디애나폴리스에 있는 인디애나주 의사당에서 열린다.
소속 의원은 10년마다 재편성되는 지구에서 선출된다. 하원 의원의 임기는 2년, 상원의원의 임기는 4년이다. 두 집 모두 법안을 만들 수 있지만 법안이 주지사에게 제출되어 법으로 제정되기 전에 두 집 모두를 통과해야 한다.
2023년 기준 공화당은 의회 양원 모두에서 절대 다수당을 보유하고 있다. 상원에서는 공화당원이 민주당원보다 39-10배, 하원에서는 70-30표 차이로 민주당원보다 많다.